# Festuca longiauriculata
Festuca longiauriculata är en gräsart som beskrevs av Fuente, Ortúñez och Ferrero Lom. Festuca longiauriculata ingår i släktet svinglar, och familjen gräs. Inga underarter finns listade i Catalogue of Life.